# إريك دجيمبا-دجيمبا
إريك دانييل دجيمبا دجيمبا (بالفرنسية: Éric Djemba-Djemba)، من مواليد 4 مايو 1981 في دوالا في الكاميرون، لاعب كرة قدم كاميروني.
بدأ مسيرته الكروية مع نادي نانت الفرنسي في عام 2001، ولعب معهم حتى عام 2003، وشارك معهم في 42 مباراة وسجل هدف واحد، وفي عام 2003 انتقل إلى نادي مانشستر يونايتد الإنجليزي، ولعب معهم حتى عام 2005، وشارك معهم في 20 مباراة، وفي عام 2005 انتقل إلى نادي أستون فيلا، ولعب معهم حتى عام 2007، وشارك معهم في 11 مباراة، وفي عام 2007 أعير إلى نادي برنلي، ولعب معهم 15 مباراة، ومنذ عام 2007 وهو يلعب مع نادي قطر القطري.
و قد لعب مع منتخب الكاميرون لكرة القدم منذ عام 2002 وحتى عام 2005، وشارك معهم في 20 مباراة وسجل هدفين.

## روابط خارجية
- إريك دجيمبا-دجيمبا على موقع الاتحاد الدولي (مؤرشف)  (الإنجليزية)
- إريك دجيمبا-دجيمبا على موقع الاتحاد الأوربي (الإنجليزية)
- إريك دجيمبا-دجيمبا على موقع قاعدة بيانات كرة القدم.إي يو (الإنجليزية)
- إريك دجيمبا-دجيمبا على موقع ليكيب (الفرنسية)
- إريك دجيمبا-دجيمبا على موقع ناشيونال فوتبول تيمز (الإنجليزية)
- إريك دجيمبا-دجيمبا على موقع Soccerbase.com (لاعب) (الإنجليزية)
- إريك دجيمبا-دجيمبا على موقع Soccerway.com (الإنجليزية)
- إريك دجيمبا-دجيمبا على موقع عالم كرة القدم.نت (الإنجليزية)
- إريك دجيمبا-دجيمبا على موقع كووورة
- إريك دجيمبا-دجيمبا على موقع AS.com (الإسبانية)